# Servais de Lairuelz
Servais Annibal de Lairuelz (Zinnik, circa 1561 – Pont-à-Mousson, 18 oktober 1631) was een hervormer van de premonstratenzers en afkomstig van de Spaanse Nederlanden. Als abt in Pont-à-Mousson, hertogdom Lotharingen, bouwde hij een nieuwe abdij aan de Moezel, Sainte-Marie-Majeure. Zijn levenswerk bestond erin de regels van de kloosterorde te verstrengen.

## Levensloop

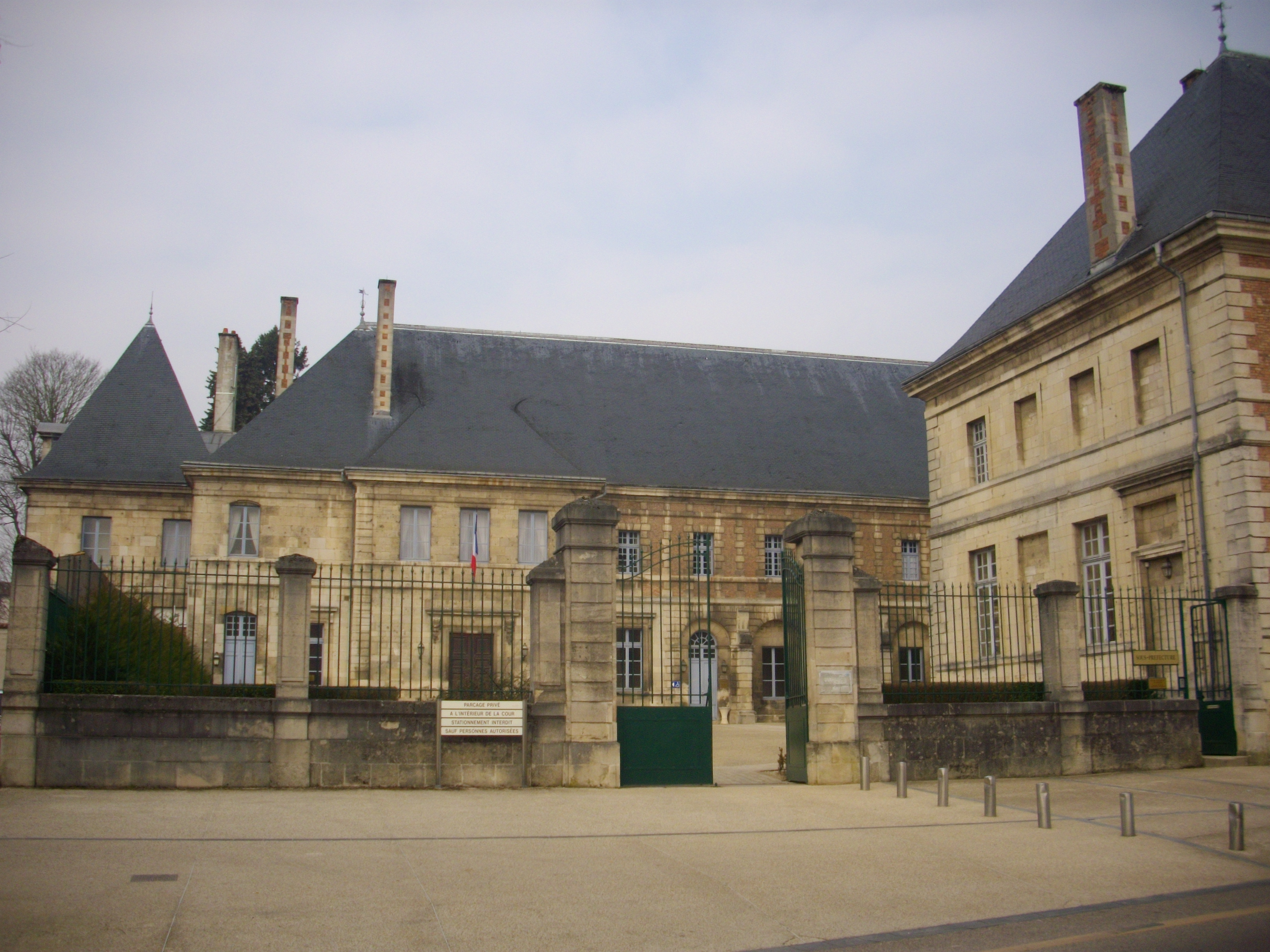
Abdij Sint-Paul van Verdun. Hier trad Lairuelz in bij de premonstratenzers.

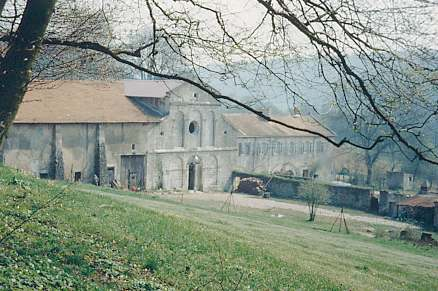
Abdij Sainte-Marie-au Bois, in de bossen van Pont-à-Mousson. Lairuelz was er 30 jaren lang abt.

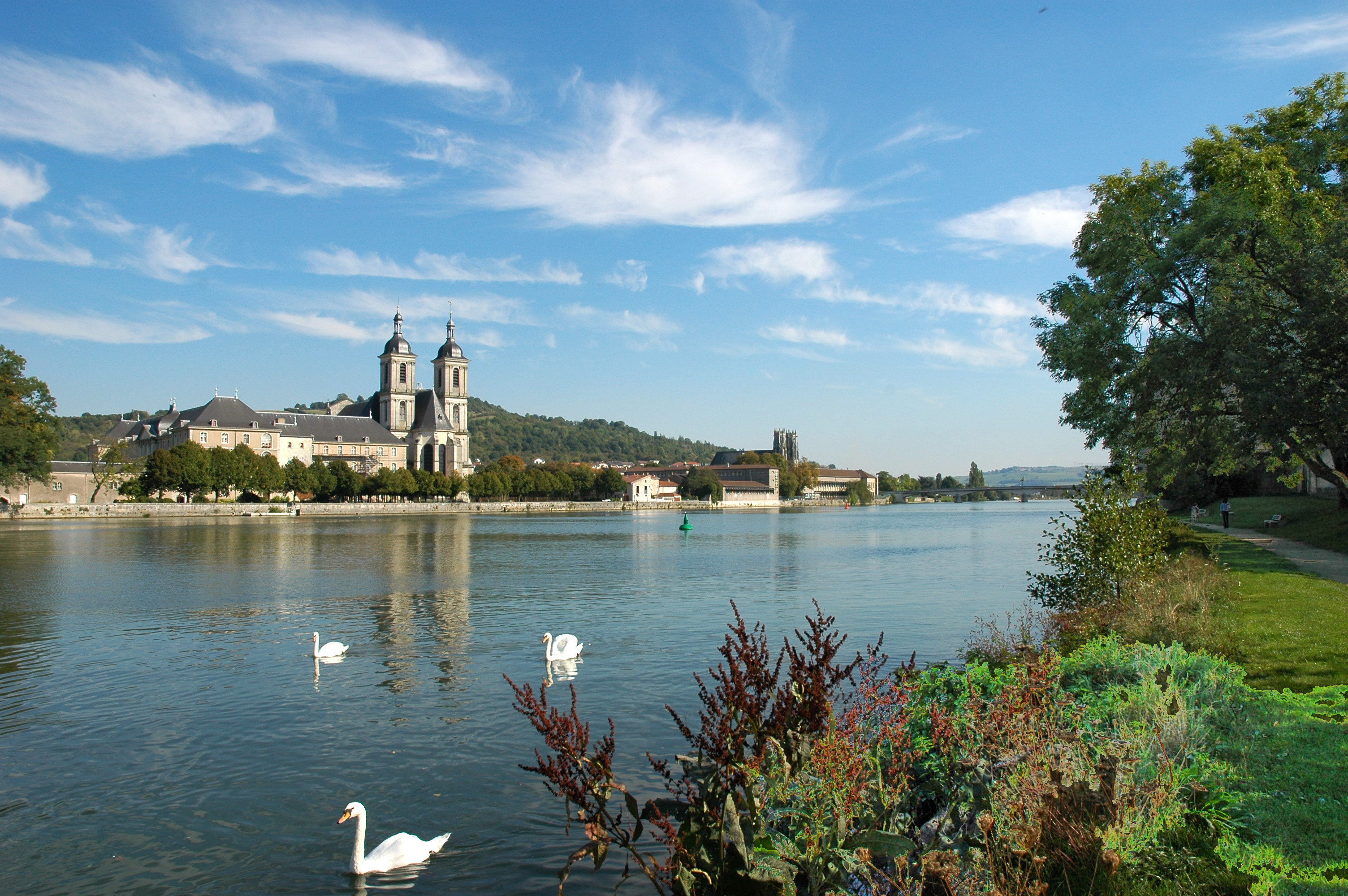
Lairuelz bouwde een grootse abdij in Pont-à-Mousson, aan de rivier de Moezel. Dit was de Sainte-Marie-Majeure.

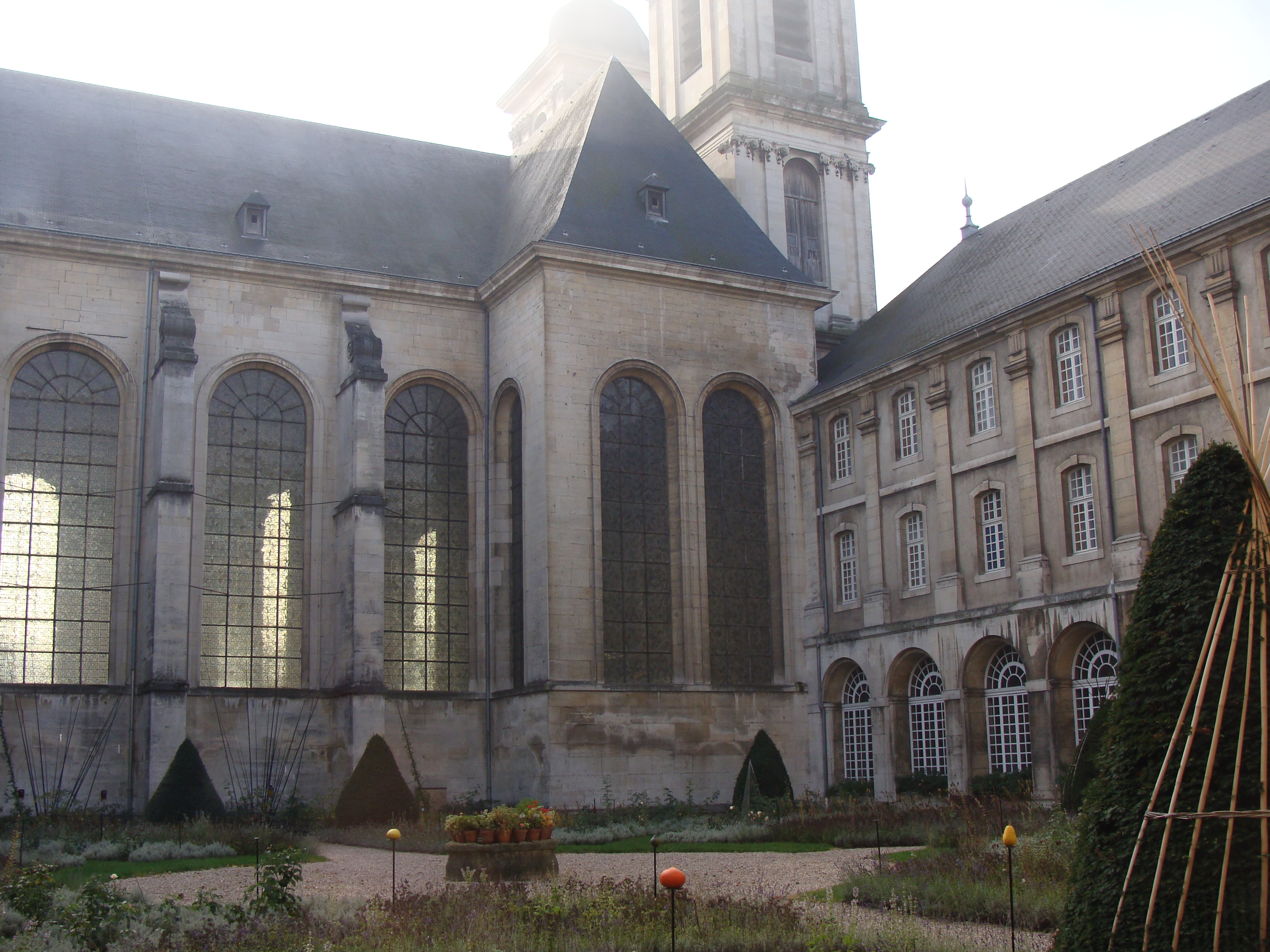
Abdijtuin van de Sainte-Marie-Majeure.

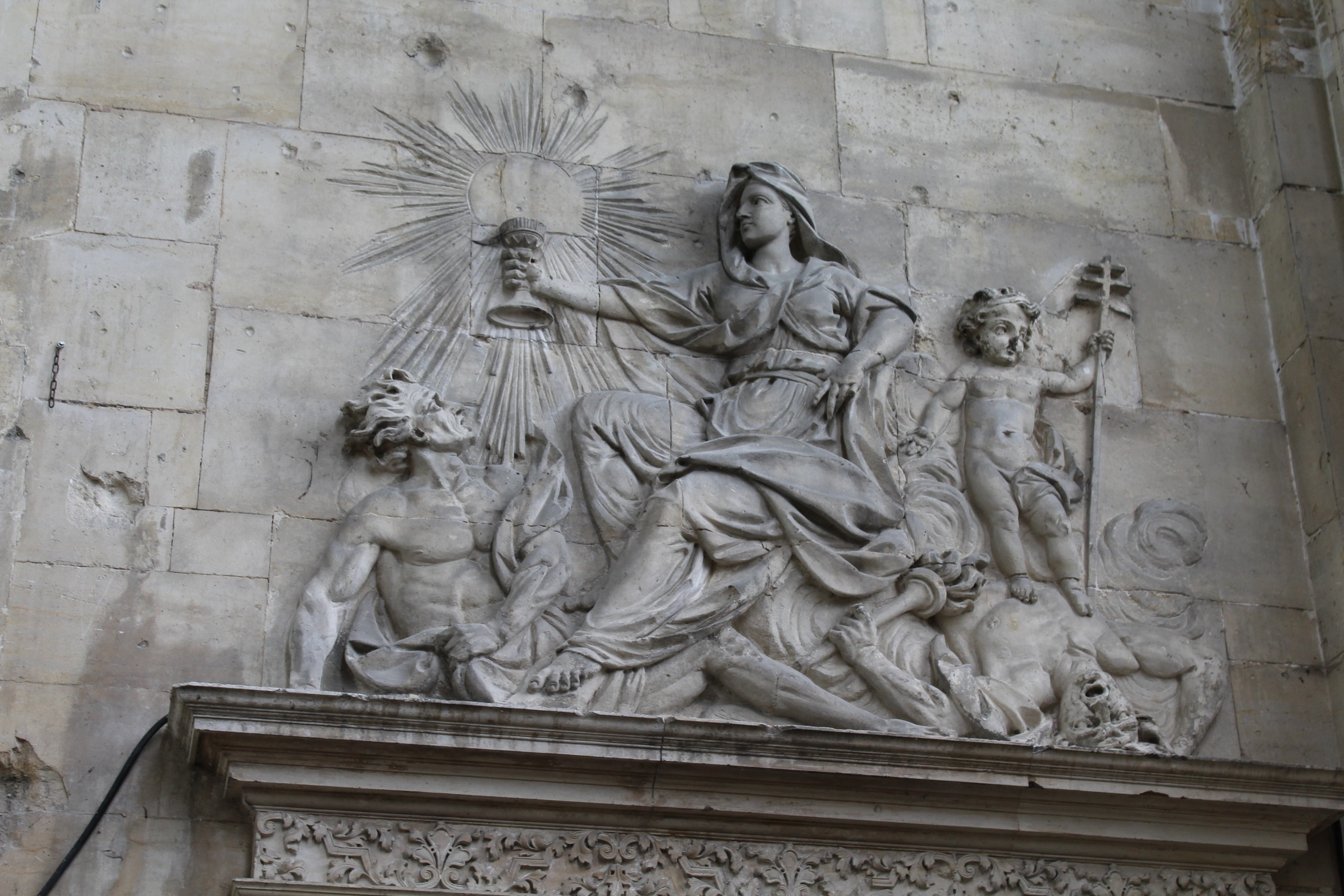
Detail van deze abdij. Uitbeelding van de Contrareformatie, waarbij de engel het Lotharings kruis vast houdt.

### Jonge kanunnik
Lairuelz werd geboren in Zinnik, in het graafschap Henegouwen in de Spaanse Nederlanden. Zijn vader, Servais de Lairvelz, was een edelman en militair. Net zoals andere familieleden was Lairuelz bestemd om in het leger van de koning van Spanje te dienen. Zijn voornaam was Annibal, genoemd naar de veldheer Hannibal. Vader Lairvelz gaf hiermee aan dat zijn zoon militair moest worden. Een slecht genezende beenbreuk van Lairuelz betekende echter het einde van het plan om te leven als een soldaat. Zijn ouders stuurden hem daarom naar de abdij Saint-Paul in Verdun (1578). Dit was een abdij van premonstratenzers. Verdun lag toen in een door Fransen bezet gebied in Lotharingen in het Rooms-Duitse Rijk. De abdij was pas gebouwd en werd bestuurd door een oom, Jacques Colpin. Lairuelz nam als voornaam deze van zijn vader, Servais. In 1580 werd Lairuelz kanunnik bij de premonstratenzers. Lairuelz studeerde nadien nog ettelijke jaren. Hij trok eerst naar Pont-à-Mousson, een andere stad in Lotharingen bezet door de Fransen. Hij volgde bij de jezuïeten aldaar middelbaar onderwijs en filosofie, aan de pas opgerichte jezuïetenuniversiteit. Heel zijn leven stond Lairuelz onder invloed van jezuïeten. 
Toen Pont-à-Mousson in 1585 een uitbraak van de pest kende, verhuisde Lairuelz naar Parijs. Hij doctoreerde er aan de universiteit Sorbonne in de theologie. Als doctorandus kwam hij in contact met het hoofdbestuur van de premonstratenzers. Hij keerde terug naar Verdun, als doctor in de theologie maar ook met bestuurservaring in de kloosterorde. Het hoofdbestuur van de orde zette in op de Contrareformatie, in de periode na het Concilie van Trente (1563). De kloosterorde zocht een antwoord op de vraag hoe de protestantse afscheuring indammen. In de ogen van Lairuelz gaven de jezuïeten het antwoord op deze vraag.
Lairuelz bestudeerde, met diplomatieke tact, hoe hij de order der premonstratenzers kon verstrengen. In 1505 had paus Julius II immers de tuchtregels bij de orde versoepeld. Zo waren bijvoorbeeld de vastenperiodes afgeschaft, alsook de gemeenschappelijke slaapzaal. Elke kanunnik had zijn eigen kamer. Lairuelz wou het verval ongedaan maken, en dit door een terugkeer naar de strikte regels uit de middeleeuwen. Lairuelz omschreef het gedachtegoed van zijn hervorming als Antique Rigueur of de striktheid van weleer.

### Vicaris-generaal der premonstratenzers
In 1597 werd Lairuelz vicaris-generaal van de orde der premonstratenzers. Dit is de 2e in bevel. Hij kreeg het recht visitaties te doen in de abdijen van de Spaanse Nederlanden tot in Polen, van het noorden van het Rooms-Duitse Rijk tot Bohemen en Zwitserland. Lairuelz bleef vicaris-generaal van 1597 tot 1617.

### Abt in Pont-à-Mousson
In 1600 werd Lairuelz tevens abt van de abdij van Sainte-Marie-au-Bois. Dit was een abdij in de bossen nabij Point-à-Mousson. Deze eeuwenoude abdij was groot doch kende slechts vijf kanunniken. Dezen leefden zonder regels. Lairuelz werd abt, nadat zijn voorganger er vergiftigd was. Deze kleine gemeenschap werd een testgeval voor Lairuelz om zijn hervorming door te voeren in de praktijk. Nog in het jaar 1600 was hij in Rome om zijn orderegels voor te stellen. Hij publiceerde in 1603 Optica Regularium, de uitgeschreven tekst van strikte regels voor de abdij. Het werd de basis van een hervormingsbeweging die reikte tot in Polen; ze ging terug tot de oorspronkelijke regels van Norbertus, de stichter van de premonstratenzers of norbertijnen.
In zijn eigen abdij lukte de hervorming goed. Vanaf 1608 startte Lairuelz nochtans met de bouw van een nieuw klooster in Pont-à-Mousson. Hij had terreinen gekocht juist buiten de stadsmuren, aan de oevers van de Moezel. De bouw van de abdij werd een triomfantelijk groots bouwwerk, en dit in de directe buurt van de universiteit van de jezuïeten. Lairuelz verstrengde de regels om te mogen toetreden tot zijn abdij. De regels werden eveneens strenger voor die abdijen die toetraden tot elk andere hervormde abdij der premonstratenzers. Zo waren er de volgende veranderingen. Er werden vastenperiodes gerespecteerd; er werd gezwegen tijdens kerkdiensten; er kwamen retraites geleid door jezuïeten. Andere regels waren de gemeenschappelijke refter en slaapzaal; slaapzaal enkel met strozakken (dus geen wol noch pluimen); om middernacht gebedsdienst; witte pij verplicht; dagelijkse bespreking in het kapittel om problemen op te lossen; dagelijks een mis; waardevolle documenten moesten achter 3 sloten bewaard blijven; geestelijke lezingen tijdens maaltijden in stilte; maandelijks afschrift van de boekhouding. Kanunniken die niet voldeden, stuurde hij weg met een pensioenrente om verder van te leven. De nieuwe abdij van Pont-à-Mousson aan de Moezel groeide in aantal kanunniken. De invloed van de jezuïeten in opleiding en de tucht waren er goed voelbaar. De wetenschappelijke vorming van kanunniken had aantrekkingskracht bij jongeren.

### Abt van de nieuwe abdij van Pont-à-Mousson
De macht van Lairuelz nam hiermee toe in Lotharingen. In 1612 verhuisde Laruelz zijn abdij van Sainte-Marie-au-Bois naar de nieuwe en grootse abdij aan de Moezel. Deze abdij kreeg de naam Sainte-Marie-Majeure, naar de basiliek Santa Maria Maggiore in Rome. Lairuelz bleef abt zowel van de oude abdij als van de nieuwe abdij van Pont-à-Mousson. Ook in het jaar 1612 veranderde Lairuelz van nationaliteit. Hij was niet langer een onderdaan van de Habsburgse keizer maar wel van de koning van Frankrijk. Velen vermoedden dat Lairuelz met zijn nieuwe Franse abdij een gooi wou doen naar de abtstitel van de abdij van Prémontré. Premontré was de moederabdij der premonstratenzers. Zulk een abtsbenoeming zou betekenen dat Lairuelz zijn strenge hervorming kon opleggen aan de premonstratenzers in geheel Europa.
Waar Lairuelz aanvankelijk voorzichtig aftoetste, werd hij agressiever in zijn hervormingsplannen. De reactie tegen Lairuelz kwam op gang. Zijn visitaties met strenge rapporten werden niet meer geapprecieerd. Vele abdijen drongen aan op een ontslag van Lairuelz. In 1617 kreeg Lairuelz tegenwind op het algemeen kapittel. Hij werd ervan beschuldigd een eigen orde te willen stichten, los van de premonstratenzers. Hem werd oncollegialiteit aangewreven en de abt-generaal, die hem al vele jaren gesteund had, liet hem vallen. Lairuelz werd ontslagen als vicaris-generaal. 
Na 1617 organiseerde Lairuelz zijn verdediging. Hij geraakte in disputen verwikkeld. Koning Lodewijk XIII liet alvast toe dat de hervorming van de Fransman Lairuelz mocht plaatsvinden in de kloosters in Frankrijk (1621). Lairuelz publiceerde in deze periode onder meer zijn catechismus. De tegenstanders van Lairuelz spanden een proces aan tegen hem in Rome (1627).  Met veel moeite kreeg Lairuelz gelijk van de kerkelijke rechtbank, de Rota, in Rome. Hij werd vrijgesproken van afscheuring van de orde (1631). In dat jaar brak opnieuw de pest uit in Pont-à-Mousson, net zoals in zijn studententijd. De kloostergemeenschap verliet de nieuwe Sainte-Marie-Majeure en keerde terug naar de oude gebouwen in de bossen bij Pont-à-Mousson: de Sainte-Marie-au-Bois. Hier stierf hij. Hij werd begraven in de kerk van Sainte-Marie-Majeure.
Bij de dood van Lairuelz in 1631 volgden acht abdijen van premonstratenzers in Lotharingen zijn nieuwe regels. Zij waren dus hervormd volgens de Antique Rigueur.

## Postuum
De hervorming van Lairuelz ging verder na zijn dood. Premonstratenzers overal in Frankrijk volgden de strengere regels. Op het hoogtepunt waren er meer dan 40 abdijen gevolgd. De bijdrage van Lairuelz tot de contrareformatie wordt daarom aanzien als belangrijk.
De naam Lairuelz geraakte later in de vergetelheid. Dit veranderde met een thesis aan de universiteit van Nancy in 1891. Lotharingen was toen bezet gebied door de Duitsers onder de naam Bezirk Lotharingen. Maar Nancy was Frans gebleven en trok Franse burgers aan uit Pruisisch Lotharingen. De thesis was getiteld De canonis premonstratensibus in Lotharingia (1891) Het levensverhaal van de Fransgezinde abt Lairuelz werd herontdekt; zo kreeg de passage van zijn overstap van het Duitse Rijk naar Frankrijk veel gewicht. Later verscheen nog een publicatie in de abdij van Averbode, een abdij van premonstratenzers in België.